# Palazzo Maravegia
Palazzo Maravegia è un'architettura di Venezia nel sestiere di Dorsoduro e affacciata sul rio San Trovaso, presso il ponte de le Maravegie.
Fu sede della famiglia omonima, legata alla vicenda di Alessandra Maravegia, nobildonna che, imprigionata dai turchi, scelse di morire per la Serenissima.

## Descrizione

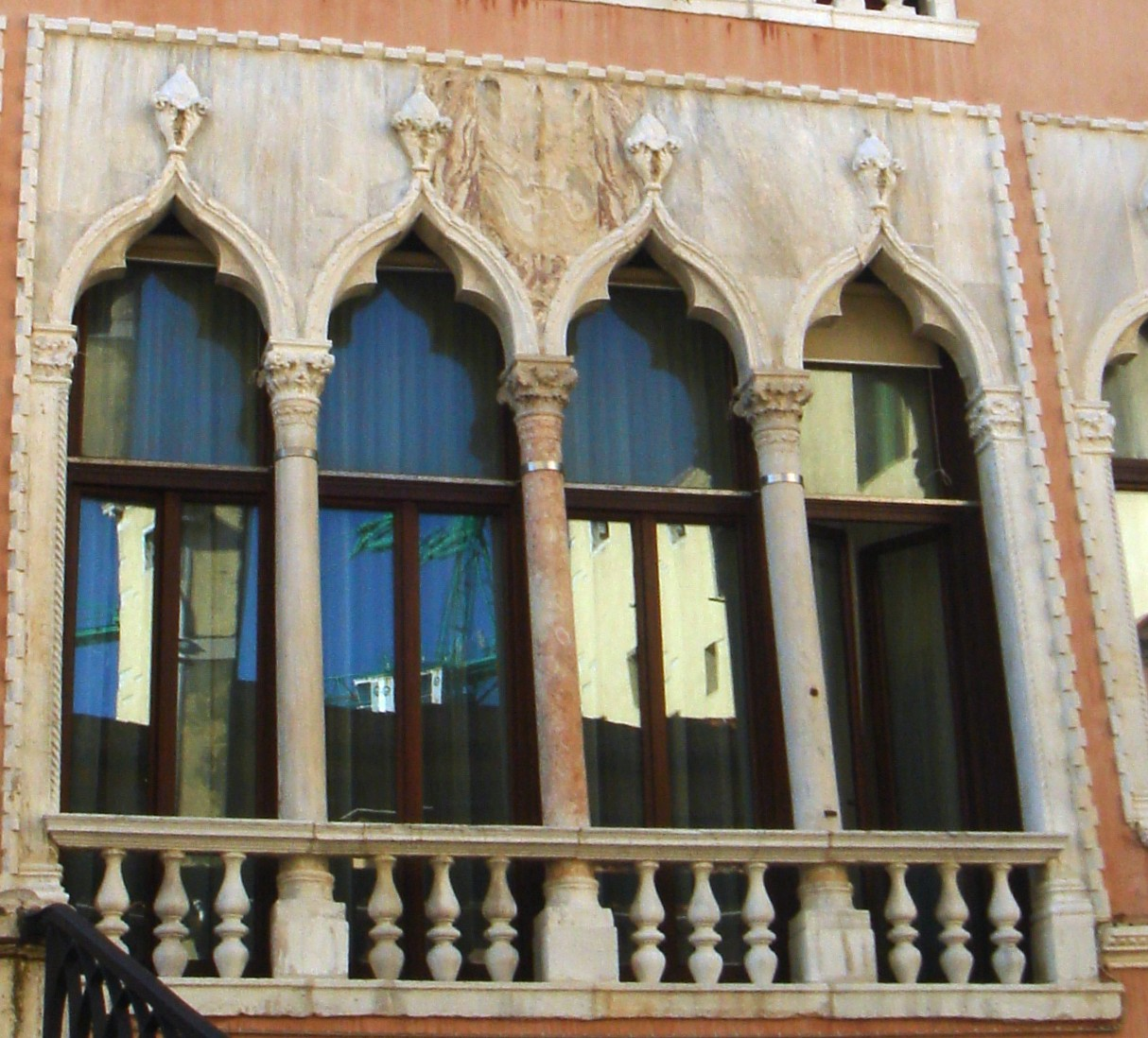
La quadrifora del primo piano

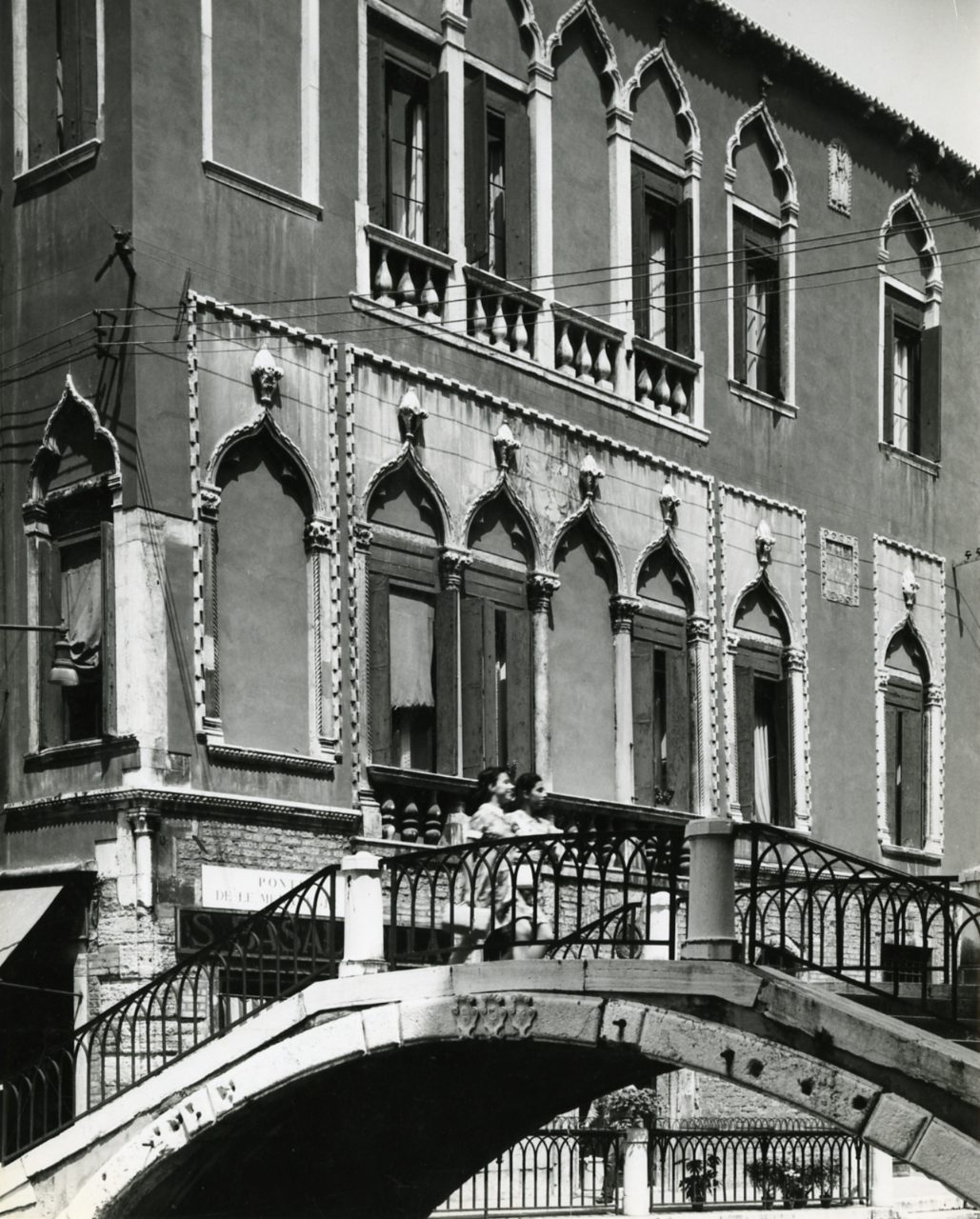
Il ponte Maravegia e la facciata del palazzo. Foto di Paolo Monti, 1969.

Di dimensioni modeste, la facciata di Palazzo Maravegia si caratterizza per le sue linee gotiche quattrocentesche e per il suo intonaco rosato.
Il piano terra è aperto da un semplice portale quadrangolare.
I due piani superiori presentano una forometria più ricca, con la sovrapposizione centralmente di due grandi quadrifore ogivali trilobate: quella del primo piano è inserita in una cornice marmorea e sostenuta da colonnine policrome di ordine corinzio.
Entrambe le quadrifore sono dotate di balaustra e affiancate su entrambi i lati da una monofora, quella di sinistra murata.
Sulla parte alta della superficie della facciata si trovano anche due piccole formelle con scolpiti elementi floreali.